# Сагісу
Сагісу (д/н — бл. 2660 до н. е.) — 15-й малікум (жрець-цар) держави Ебла близько 2680—2660 років до н. е. Ім'я перекладається як «Боже ім'я вбито».

## Життєпис
Походив з Першої династії Ебли. Син або інший родич малікума Да-... Посів трон близько 2680 року до н. е. За традицією був обожнений ще за життя. Встановлено його культ. Ймовірно, з цього часу починаються конфлікти з державою Марі, викликані суперництвом в регіоні. Йому спадкував близько 2660 року до н. е. Дане'ум.